# Lvíček černý
Lvíček černý (Leontopithecus chrysopygus) je drobná ploskonosá opice z čeledi kosmanovití (Callithrichidae) a rodu lvíček (Leontopithecus), který tvoří s dalšími třemi druhy. Druh Leontopithecus chrysopygus popsal Johann Christian Mikan roku 1823, nejsou známy jeho žádné poddruhy.

## Výskyt
Lvíček černý se vyskytuje v pralesích Brazílie na území Atlantického lesa ve státě São Paulo. Je omezen pouze na vnitrozemí.

## Popis a chování

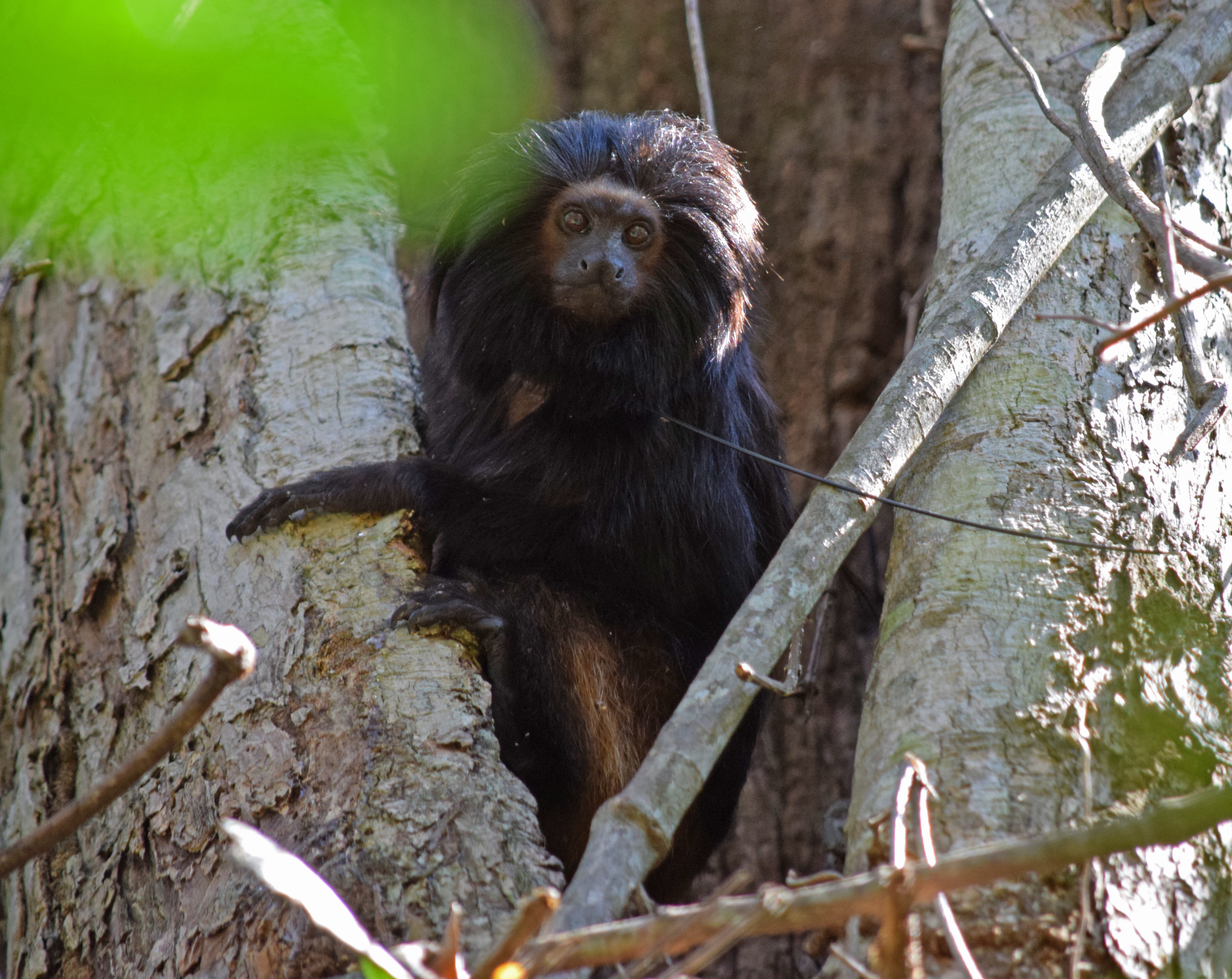
Lvíček černý

Hmotnost tohoto primáta se odhaduje na 540–690 g, délka těla je asi 30 cm. Srst je černá, na zadních partiích s načervenalými až hnědými odstíny. Lvíčkové se živí rostlinnou potravou, jako jsou květy, ovoce aj., loví však také drobné obratlovce nebo hmyz, který vytahují z kůry stromů svými obratnými prsty. Lvíčkové rodí v období dešťů, obvykle od září do března. Po 125–132 dnech gravidity samice obvykle porodí dvě mláďata, výjimkou jsou odchylky od tohoto počtu. Mláďata se zpočátku vozí matkám na hřbetě. Živí se výhradně mateřským mlékem po dobu 4–5 týdnů, poté začnou přijímat pevnou potravu (hmyz) od dospělců.

## Ohrožení
Lvíček černý je podle IUCN ohroženým druhem (EN). Nebezpečí představuje především úbytek a fragmentace deštného lesa, v menší míře lov. Celková velikost populace činí asi 1 600 dospělců, je však značně roztříštěna. IUCN očekává mezi lety 2019–2040 pokles populací o nejméně 50 %. Konzervační akce se soustředí na ochranu přirozeného prostředí a obnovení genového toku mezi jednotlivými subpopulacemi. Probíhají i chovné programy v zajetí, nebyly však tak úspěšné jako v případě ostatních lvíčků.